# Jean Baptiste Valter Manga
Jean Baptiste Valter Manga (né le 18 juin 1972 à Oussouye) est un évêque catholique sénégalais, évêque de Ziguinchor.

## Biographie
Jean Baptiste Valter Manga, est né le 18 juin 1972 à Oussouye au Sénégal. Il fait le cycle de philosophie au séminaire philosophique de Brin entre 1993 et 1995, puis, de 1995 à 2000, il étudie la théologie au grand séminaire de Sébikhotane. Il est ordonné prêtre le 20 décembre 2000 et incardiné dans le diocèse de Ziguinchor,. 
Après son ordination, il devient professeur de mathématiques et sciences naturelles au petit séminaire de Ziguinchor et responsable de la commission des vocations pendant six ans, entre 2000 et 2006. Par la suite, il part faire des études à Paris. Il obtient au bout de trois ans une licence en théologie biblique du Collège des Bernardins de Paris, en 2009. Il obtient également, en 2015, un diplôme de doctorat en ethnologie et anthropologie de l'École des hautes études en sciences sociales (EHESS) de Paris,.
En 2015, quand il termine ses études à Paris, il retourne au Sénégal, et il est nommé curé de la paroisse Saint-Benoît de Nema. Il occupe cette fonction jusqu'en 2021. Il exerce parallèlement la fonction de professeur au grand séminaire de Brin et à l'université Assane-Seck de Ziguinchor. De 2021 à 2023, il est vicaire de la paroisse de Nyassia. À partir de 2023 il devient vice-recteur du grand séminaire Notre Dame de Brin et vicaire de la paroisse du bon Pasteur d'Enampore. Il devient également secrétaire du département pastoral et responsable de la formation permanente du clergé.
Le 20 juin 2024, le pape François le nomme évêque du diocèse de Ziguinchor,.